# Kościół Waldensów
Unia Ewangelickich Zborów Waldensów i Metodystów we Włoszech, zwana Ewangelickim Kościołem Waldensów, Kościołem Waldensów (wł. Chiesa Evangelica Valdese) – Kościół protestancki konfesji ewangelicko-reformowanej powstały w XIX wieku w Królestwie Sardynii.
Od 1979 roku wspólnota ma charakter Kościoła ewangelicko-unijnego. Główny ośrodek religijny Unii Ewangelickich Zborów Waldensów i Metodystów we Włoszech, siedziba jego konsystorza oraz synodu znajduje się w miejscowości Torre Pellice.

## Historia
Wywodzi się z 13 zborów założonych w średniowieczu przez waldensów w alpejskiej, zachodniej części Piemontu, w niewielkim regionie zwanym Doliny Waldensów (Valli Valdesi). W 1532 wspólnoty waldensów sabaudzkich i piemonckich przyjęły na synodzie w Chanforan doktrynę kalwinizmu, i pomimo ciągłych prześladowań ze strony katolickich władców Sabaudii przetrwały w trudno dostępnych górskich dolinach Alp okres kontrreformacji. W 1848 na mocy edyktu tolerancyjnego króla Karola Alberta Sabaudzkiego waldensi z Piemontu uzyskali prawo do jawnego wyznawania swojej religii i zjednoczyli się oficjalnie w jeden Kościół, który przyjął nazwę Kościoła Waldensów. Po zjednoczeniu Włoch w 1861 waldensi zaczęli zakładać parafie na terenie całego Królestwa Włoch, a także w związku z falą emigracji Włochów za Ocean Atlantycki organizować swoje struktury kościelne w obydwu Amerykach. W 1979 Kościół Waldensów zawarł unię kościelną z włoskimi metodystami i utworzył wraz z nimi Kościół ewangelicko-unijny pod nazwą Unia Ewangelickich Zborów Waldensów i Metodystów we Włoszech. Od 1990 współpracuje z Chrześcijańską Unią Ewangelicko-Baptystyczną Włoch (Unione cristiana evangelica battista d'Italia), z którą zawarł porozumienie wzajemnego uznania urzędu duchownego i sakramentów.

## Doktryna
Podstawą doktryny Kościoła Ewangelickiego Waldensów są ustalenia zawarte na synodzie w Chanforan w 1532 roku. Po utworzeniu w 1979 roku Kościoła unijnego włoscy waldensi zachowali swoją doktrynę. Układ integracyjny dotyczył jedynie włoskich metodystów, którzy aby być członkami Synodu Waldensów zgodzili się zaakceptować waldeńskie wyznanie wiary, zachowując jednak przy tym w ramach Kościoła Ewangelickiego Waldensów swoją tożsamość religijną.

## Organizacja

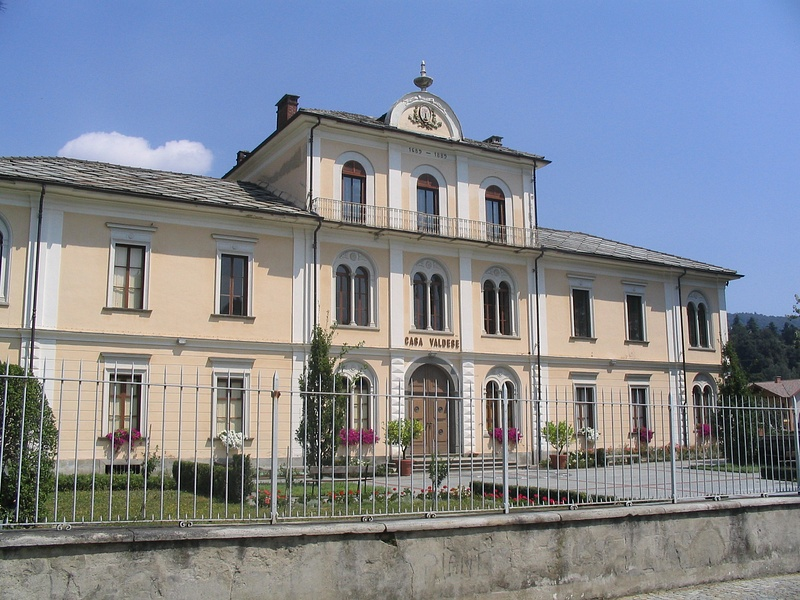
Siedziba synodu waldensów w Torre Pellice

Kościół Ewangelicki Waldensów posiada ustrój prezbiterialno-synodalny. Zbory posiadają szeroką autonomię. Same wybierają swoich duchownych i organizują działalność misyjną. Duchownym Kościoła może być zarówno kobieta jak i mężczyzna. Główną instytucją Kościoła Ewangelickiego Waldensów we Włoszech jest synod regionalny złożony z przedstawicieli osób duchownych i świeckich. Do jego kompetencji należy ustalanie polityki kościelnej, a także coroczny wybór siedmioosobowego komitetu wykonawczego Tavola Valdese, któremu przewodniczy moderator Kościoła. Poza synodem regionalnym waldensi organizują również synody ponadregionalne, z udziałem przedstawicieli siostrzanego Kościoła Waldensów z Rio de la Plata, których zadaniem jest ustalanie wspólnej doktryny dla całej wspólnoty waldensów na świecie oraz kwestii organizacyjnych i współpracy ekumenicznej.
Kościół Ewangelicki Waldensów liczy we Włoszech ok. 30 tys. wiernych. Podzielony jest na 137 parafii i ma ok. 130 osób duchownych. Waldensi w krajach Ameryki Łacińskiej zrzeszeni w Kościół Waldensów z Rio de la Plata liczą ok. 15 tys. wiernych skupionych w 31 parafiach, które obsługiwane są przez ok. 30 osób duchownych. Posiada seminarium duchowne w Rzymie. Prowadzi również własne wydawnictwo, szkoły, szpitale i instytucje socjalne.

## Zobacz też

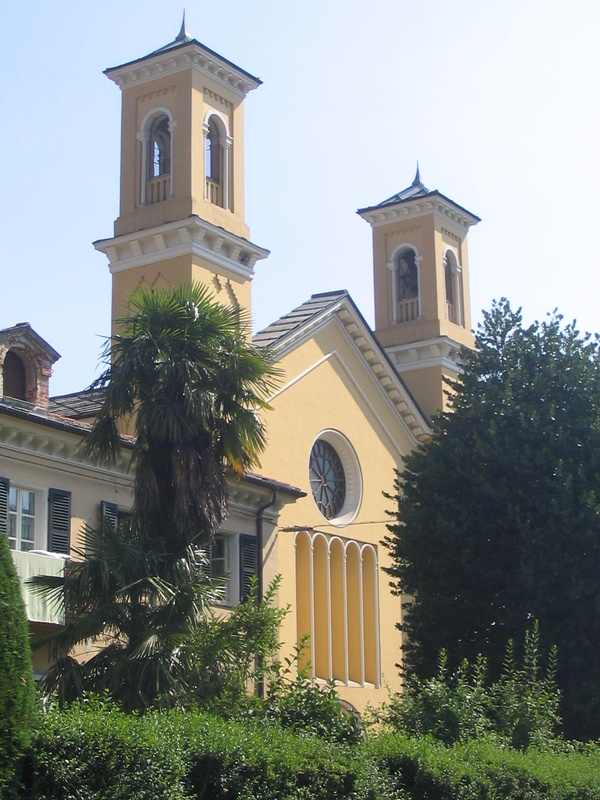
Kościół waldensów w Torre Pellice